# 2K Australia
2K Australia (gegründet als Irrational Games Australia) war ein Entwicklerstudio von Computer- und Videospielen mit Sitz in Canberra, Australien.

## Geschichte
Die drei ehemaligen Looking-Glass-Studios-Mitarbeiter Ken Levine, Jonathan Chey und Robert Fermier gründeten 1997 das Entwicklerstudio Irrational Games in Boston, Massachusetts. 2000 wurde dann die Zweigstelle Irrational Games Australia in Canberra, Australien gegründet. Das Bostoner Studio unter der Leitung von Levine kümmerte sich hauptsächlich um das Design und Storytelling, während in Australien unter der Leitung von Chey die Technik und das Leveldesign im Fokus standen.
2004 begannen die Arbeiten an BioShock. Anfang 2006 übernahm Take 2 Interactive beide Studios und gliederte sie in sein Label 2K Games ein. Nur elf Tage vor der Veröffentlichung von BioShock benannte Take 2 Interactive die Studios in 2K Boston und 2K Australia um. Noch im selben Jahr wurde 2K Marin mit einigen Mitarbeitern, die an BioShock gearbeitet hatten, in Novato, Marin County, Kalifornien gegründet. Zusammen arbeiteten 2K Marin und 2K Australia fortab an BioShock 2. Im April 2010 wurde dann 2K Australia in 2K Marin eingegliedert, ohne jedoch einen der beiden Entwicklungsstandorte in Canberra und Novato aufzugeben. Im selben Monat kündigte man ein Reboot der X-COM-Serie an, die bei dem neu formierten 2K Marin entstehen sollte. Im November 2011 wurde 2K Australia wieder aus 2K Marin ausgegliedert und arbeitete fortan zusammen mit Irrational Games, welches seit 2010 wieder unter seinem alten Namen firmierte, an BioShock Infinite.
Im Oktober 2014 erschien mit Borderlands: The Pre-Sequel der letzte große Titel des Studios. Am 16. April 2015 wurde schließlich bekannt, dass das Entwicklerstudio abgewickelt wird. Die Schließung wurde mit zu hohen Betriebskosten in Australien begründet.

## Spiele
| Jahr                 | Titel                          | Plattformen                 | Plattformen                           | Plattformen                           | Plattformen                           | Plattformen                           | Anmerkungen                                                                                         |
| Jahr                 | Titel                          | Windows                     | Mac OS                                | Linux                                 | PS3                                   | Xbox 360                              | Anmerkungen                                                                                         |
| -------------------- | ------------------------------ | --------------------------- | ------------------------------------- | ------------------------------------- | ------------------------------------- | ------------------------------------- | --------------------------------------------------------------------------------------------------- |
| als Irrational Games |                                |                             |                                       |                                       |                                       |                                       | |
| 2002                 | Freedom Force                  | Grünes Häkchensymbol für ja | (1)                                   | Rotes X oder Kreuzchensymbol für nein | Rotes X oder Kreuzchensymbol für nein | Rotes X oder Kreuzchensymbol für nein | |
| 2004                 | Tribes: Vengeance              | Grünes Häkchensymbol für ja | Rotes X oder Kreuzchensymbol für nein | Rotes X oder Kreuzchensymbol für nein | Rotes X oder Kreuzchensymbol für nein | Rotes X oder Kreuzchensymbol für nein | |
| 2005                 | Freedom Force vs the 3rd Reich | Grünes Häkchensymbol für ja | Rotes X oder Kreuzchensymbol für nein | Rotes X oder Kreuzchensymbol für nein | Rotes X oder Kreuzchensymbol für nein | Rotes X oder Kreuzchensymbol für nein | |
| 2005                 | SWAT 4                         | Grünes Häkchensymbol für ja | Rotes X oder Kreuzchensymbol für nein | Rotes X oder Kreuzchensymbol für nein | Rotes X oder Kreuzchensymbol für nein | Rotes X oder Kreuzchensymbol für nein | |
| als 2K Australia     |                                |                             |                                       |                                       |                                       |                                       | |
| 2007                 | BioShock                       | Grünes Häkchensymbol für ja | (2)                                   | Rotes X oder Kreuzchensymbol für nein | Grünes Häkchensymbol für ja           | Grünes Häkchensymbol für ja           | zusammen mit 2K Boston; Unterstützung durch 2K China, 2K Marin und Digital Extremes                 |
| 2010                 | BioShock 2                     | Grünes Häkchensymbol für ja | (2)                                   | Rotes X oder Kreuzchensymbol für nein | Grünes Häkchensymbol für ja           | Grünes Häkchensymbol für ja           | zusammen mit 2K Marin; Unterstützung durch 2K China, 2K Boston, Digital Extremes und Arkane Studios |
| 2013                 | BioShock Infinite              | Grünes Häkchensymbol für ja | (3)                                   | (3)                                   | Grünes Häkchensymbol für ja           | Grünes Häkchensymbol für ja           | Hauptentwicklung von Irrational Games                                                               |
| 2013                 | The Bureau: XCOM Declassified  | Grünes Häkchensymbol für ja | (4)                                   | Rotes X oder Kreuzchensymbol für nein | Grünes Häkchensymbol für ja           | Grünes Häkchensymbol für ja           | zusammen mit 2K Marin und 2K China                                                                  |
| 2014                 | Borderlands: The Pre-Sequel    | Grünes Häkchensymbol für ja | (3)                                   | (3)                                   | Grünes Häkchensymbol für ja           | Grünes Häkchensymbol für ja           | zusammen mit Gearbox Software                                                                       |